# 2027 Shen Guo
2027 Shen Guo eller 1964 VR1 är en asteroid i huvudbältet som upptäcktes den 9 november 1964 av Purple Mountain-observatoriet i Nanjing, Kina. Den är uppkallad efter den kinesiske astronomen Shen Kuo.
Asteroiden har en diameter på ungefär 16 kilometer och den tillhör asteroidgruppen Eos.